# Walldorf (Werra)
Walldorf település Németországban, azon belül Türingiában. Lakosainak száma 2164 fő (2017. december 31.).

## Népesség
A település népességének változása:

| 2017 | 2 164 |